# 金黃狼綿鳚
金黃狼綿鳚（学名：Lycodes fulvus）為輻鰭魚綱鱸形目绵鳚亞目绵鳚科的其中一種，分布於西北大西洋區的鄂霍次克海海域，屬底棲性魚類，棲息深度在水深68至178公尺。
其种加词“Fulvus”意为“红黄色的”。